# Peter von Sury
Peter von Sury OSB (* 14. Juni 1950 in Solothurn) ist ein Schweizer Benediktiner und emeritierter Abt von Beinwil und Mariastein.

## Leben
Peter von Sury, aus einer ehemaligen Solothurner Patrizierfamilie stammend, studierte ab 1969 Rechtswissenschaften, Journalistik, Geschichte und Philosophie in Bern und Freiburg im Üechtland. 1974 trat er der Ordensgemeinschaft der Benediktinerabtei Mariastein bei. Am 7. Januar 1979 legte er Profess ab. Er studierte von 1976 bis 1982 Katholische Theologie an der Philosophisch-theologischen Hochschule in Einsiedeln und am Päpstliches Athenaeum Sant’Anselmo in Rom sowie Kirchenrecht an der Päpstlichen Lateranuniversität in Rom. Am 8. September 1981 erhielt er durch Otto Wüst die Priesterweihe.
1982 wurde er Seelsorger für die Pfarreien Hofstetten-Flüh und Rodersdorf und 1993 Dekan des Dekanates Dorneck-Thierstein. Er ist am Interdiözesanen Ehegericht in Fribourg tätig und unterrichtet Kirchenrecht an der Theologischen Schule des Klosters Einsiedeln. Seit 2001 ist er Mitglied der Werk- und Umweltkommission der Gemeinde Metzerlen-Mariastein.
Am 6. Juni 2008 wurde Peter von Sury vom Benediktinerkonvent der Abtei Mariastein zum Abt auf Lebenszeit (75. Lebensjahr) gewählt. Die Abtsbenediktion erhielt er am 5. Juli 2008 in der Basilika Mariastein durch den Basler Bischof Kurt Koch. Er ist der 41. Abt von Beinwil und der 19. Abt von Mariastein. Von 2014 bis 2022 war Abt Peter auch Vorsitzender der Vereinigung der höheren Ordensoberen in der Schweiz.
Am 28. Mai 2015 wählten ihn die Äbte und je ein Delegierter der Schweizer Benediktinerklöster im Kloster Fischingen zum Stellvertreter des neuen Abtpräses Christian Meyer der 1602 begründeten Schweizer Benediktinerkongregation mit den Klöstern Einsiedeln, Muri-Gries (mit Sitz in Bozen, Südtirol), Fischingen, Engelberg, Disentis, Mariastein und Marienberg (Südtirol). Die Amtszeit beträgt sechs Jahre. Peter von Sury war damit hoher Würdenträger der Kongregation und Höherer Oberer im Sinne des Kirchenrechts.
Am 23. Januar 2025 trat er altershalber von seinem Amt als Abt von Mariastein zurück.